# Hadithen om persiska män
Hadithen om persiska män (persiska: حدیث مردان پارسی) är en hadith om Irans (Persien) folk som återberättats från den islamiske profeten Muhammed.

## Kontext
Hadithen har återberättats på olika sätt. I hadithen i boken Sahih Muslim sade Muhammed att om religionen fanns vid plejaderna skulle ändå en man från Persien – eller en av Persiens ättlingar –  få tag på den. I Sahih al-Bukhari citeras Muhammed i relation till koranvers 62:3 säga, samtidigt som han placerade sin hand på Salman al-Farsi, att ifall tron fanns vid al-Thuraya (den högsta stjärnan) skulle män – eller en man – från dessa (Salmans folk) nå den.